# Jonathan Erdmann
Pour les articles homonymes, voir Erdmann.
Jonathan Erdmann, né le 12 mars 1988 à Potsdam, est un joueur de beach-volley allemand. 
Avec Kay Matysik, il est battu en finale des Championnats d'Europe en 2011 par d'autres Allemands, Julius Brink et Jonas Reckermann. Aux Championnats du monde de beach-volley 2013, il remporte avec Matysik la médaille de bronze.